# 経口ブドウ糖負荷試験
経口ブドウ糖負荷試験（けいこうブドウとうふかしけん、Oral glucose tolerance test, OGTT）は、糖尿病の診断方法のひとつ。糖尿病が疑われる患者に対し、10時間の絶食後に一定量のブドウ糖水溶液を短時間で飲んでもらい、意図的に一時的な高血糖を誘発させ一定時間経過後の血糖値の値から、糖尿病が存在するかどうかを判断する方法である。
現在では、WHOの基準に従い、75gのブドウ糖を負荷し、2時間後の血糖値を測定して診断するが、かつては50gや100gのブドウ糖を用いることもあった。
血糖値を意図的に上昇させる試験であるため、既に本試験の前に行っている空腹時血糖値や随時血糖値によって糖尿病型と診断されている患者にはこの試験を施行してはならない（禁忌である）とされている。
非アルコール性脂肪性肝疾患の診断に際し、当該検査は有効であると報告されている。

## 試験の手順と判定
経口ブドウ糖負荷試験の手順例。
1. 前日の夜から8時間以上絶食
2. 空腹時血糖（負荷前）の採血
3. 75gのブドウ糖を溶かした水を5分以内に飲む
4. 75gのブドウ糖を飲んだ後、30分後、1時間後、2時間後に血糖測定用の採血
5. 負荷前と負荷後120分の血糖値により判定

|               | 正常型                              | 境界型                           | 糖尿病型                               |
| ------------- | ----------------------------------- | -------------------------------- | -------------------------------------- |
| 空腹時血糖値  | （未満）{\displaystyle <110mg/dl\ } | {\displaystyle 110\sim 125mg/dl} | {\displaystyle \geqq 126mg/dl}（以上） |
| 2時間後血糖値 | （未満）{\displaystyle <140mg/dl\ } | {\displaystyle 140\sim 199mg/dl} | {\displaystyle \geqq 200mg/dl}（以上） |
| 判定条件      | 空腹と2時間後の いずれも            | または                           | または                                 |